# Superátomo
Un superátomo es cualquier clúster de átomos que parece que exhiben alguna de las propiedades de los átomos elementales.
Los átomos de Sodio, cuando se enfrían partiendo de vapor, se condensan naturalmente en clusters y contienen preferentemente un número mágico de átomos (2, 8, 20, 40, 58, etc.). Los dos primeros pueden ser reconocidos como el número de electrones que se necesitan para rellenar la primera y segunda capa respectivamente. La sugerencia de superátomo es tal que los electrones libres del cluster ocupan un nuevo conjunto de orbitales que están definidos por todo el grupo de átomos, es decir, el cluster en lugar de cada átomo por separado (los clusters no esféricos o dopados muestran desviaciones en el número de electrones que forman un nivel cerrado ya que el potencial está definidado por la forma de los núcleos positivos.) Los superátomos tienden a comportarse químicamente de manera que puedan tener un nivel completo de electrones en este nuevo escenario. Por lo tanto, un superátomo al que le sobre un electrón lo donará muy fácilmente, similar al comportamiento de los metales alcalinos, y un cluster al que le falte un electrón para completar un nivel debe tener una afinidad electrónica muy alta, como tienen los halógenos.

## Clusters de aluminio
Ciertos clusters de aluminio tienen propiedades supertómicas. Estos clusters de aluminio se generan como aniones (Aln− con n=1, 2, 3, ...) en helio gaseoso y reaccionan con un gas que contiene yodo. Cuando se analizan mediante espectometría de masas uno de los principales productos de la reacción resulta ser Al13I−. Estos clústeres de 13 átomos de aluminio con un electrón extra no reaccionan con el oxígeno cuando se introducen en el mismo gas. Si se asume que cada átomo libera sus 3 electrones de valencia, esto significaría que hay 40 electrones presentes, que es uno de los número mágico mencionado arriba para el sodio, e implica que estos números mágicos son un reflejo de los gases nobles. Los cálculos demuestran que el electrón adicional se encuentra en el cluster de aluminio en la localización opuesta al átomo de yodo. Este cluster debe tener por lo tanto una afinidad electrónica más alta para el electrón que el yodo y por tanto al cluster de aluminio se le denomina superhalógeno. El componente del cluster en un ion de Al13I− es similar al de un ion de  yodo o incluso mejor que el de un ion de bromo. Se espera que el mencionado cluster Al13I2− se comporte químicamente como un ion triyodo.
De la misma forma, se ha visto que los clusters Al14  con 42 electrones (2 más que los números mágicos) parecen mostrar las propiedades de un metal alcalinotérreo que suele adoptar 2 estados de valencia. Se sabe que esto sólo ocurre cuando hay por lo menos 3 átomos yodo unidos a un cluster Al14−, Al14I3−. El cluster aniónico tiene un total de 43 electrones itinerantes, pero cada uno de los tres átomos de yodo elimina un electrón itinerante para dejar finalmente 40 electrones en la capa de jellium.
Es particularmente fácil y fiable estudiar los clusters atómicos de los átomos de gas inerte mediante la simulación por ordenador debido a que la interacción entre dos átomos puede ser muy aproximada debido al potencial de Lennard-Jones. Otros métodos están dispobibles y se han establecido que los números mágicos son 13, 19, 23, 26, 29, 32, 34, 43, 46, 49, 55, etc.

### Clusters de aluminio
- Al7 = sus propiedades son similares a las de los átomos de germanio.
- Al13 = sus propiedades son similares a las de los átomos de halógeno, concretamente, a los átomos de cloro.
  - Al13Ix−, donde x=1–13.[5]
- Al14 = sus propiedades son similares a los metales alcalinotérreos.
  - Al14Ix−, donde x=1–14}}.[5]
- Al23
- Al37

## Otros clusters
- Li(HF)3Li = el (HF)3 interior hace que 2 electrones de valencia del Li orbiten toda la molécula como si fuese un núcleo atómico.[6]
- VSi16F = tiene enlace iónico.[7]
- Un cluster de 13 átomos de platino se convierten en paramagnéticos.[8]
- Un cluster de 2000 átomos de rubidio.[9]

## Superátomos complejos
Los superátomos complejos son un grupo especial de superátomos que incorporan un núcleo de metal que está estabilizado por ligandos orgánicos. En los cluster de oro complejos protegidos por tiolato, se puede usar una regla simple de conteo de electrones para determinar el número total de electrones (ne) el cual corresponde a un número mágico según:
{\displaystyle n_{e}=N\nu _{A}-M-z}
donde N es el número de átomos de metal (A) en el núcleo, ν es la valencia del átomo, M es el número de ligandos aceptores de electrones, y z es la carga del conjunto en el complejo. Por ejemplo, el Au102(p-MBA)44 tiene 58 electrones y corresponde a un número mágico de nivel cerrado.

### Superátomo de oro complejo
- Au25(SMe)18−[12]
- Au102(p-MBA)44
- Au144(SR)60[13]

### Otros superátomos complejos
- Ga23(N(Si(CH3)3)2)11[14]
- Al50(C5(CH3)5)12[15]